# Bernard Barton
Bernard Barton (Carlisle, 1784. január 31. – Woodbridge, Suffolk, 1849. február 19.) angol költő (The Quaker Poet).

## Élete
Mint atyja, aki kvéker volt, ő is előbb kereskedő lett, de azután magántanító volt Liverpoolban és később belépett egy woodbridge-i bankházba segédnek. Költeményei, melyekben a kvékerek vallásossága nyilvánul, kecsességükkel és könnyedségükkel a legkiválóbb szellemeknek, Southeynek, Charles Lambnak, sőt Byronnak a tetszését is megnyerték. Leánya, Lucy, néhány vallásos ifjúsági iraton kívül kiadta Barton költeményeinek válogatott gyűjteményét 1849-ben.

## Munkái
- Metrical effusions (1812)
- Poems by an amateur (1818)
- Poems (1825)
- Napoleon and other poems
- Verses on the death of Shelley (1822)
- Poetic vigils (1824)
- Devotional verses (1826)
- A widow's tale and other poems (1827)
- A new-year's eve and other poems (1828)
- The reliquary (1836)
- Household verses (1845)